# 2019년 KBO 리그 신인 드래프트
2019년 KBO 리그 신인 선수 지명 회의는 2018년에 진행된 신인 지명 회의이다.

## 지명 방식
2007년지명부터 2016년지명까지 실시되었던 홀수 라운드는 전년도 순위의 역순, 짝수 라운드는 전년도 순위대로 지명하는 방식, 소위 ㄹ자 지명방식이 폐지되었다. 이번 지명부터는 홀수, 짝수 라운드 상관없이 모든 라운드에서 전년도 순위의 역순으로 선수를 지명하는 소위 Z자 지명방식이 사용된다.
2차 지명 순서
- 모든 라운드 : kt → 삼성 → 한화 → 키움 → LG → SK → NC → 롯데 → 두산 → KIA

## 지명결과

### 1차 지명
- 10개 구단의 1차지명이 6월 25일에 실시되었다.
- 서울 공동 연고권을 가지고 있는 서울 3개 팀은 두산 - LG - 키움의 순서로 지명하였다.

| 구단          | 출신교           | 포지션       | 성명   | 계약금      |
| ------------- | ---------------- | ------------ | ------ | ----------- |
| KIA 타이거즈  | 광주동성고등학교 | 투수         | 김기훈 | 3억 5천만원 |
| 두산 베어스   | 휘문고등학교     | 투수, 외야수 | 김대한 | 3억 5천만원 |
| 롯데 자이언츠 | 경남고등학교     | 투수         | 서준원 | 3억 5천만원 |
| NC 다이노스   | 마산용마고등학교 | 내야수       | 박수현 | 1억원       |
| SK 와이번스   | 인천고등학교     | 투수         | 백승건 | 1억원       |
| LG 트윈스     | 동아대학교       | 투수         | 이정용 | 2억원       |
| 키움 히어로즈 | 경기고등학교     | 투수         | 박주성 | 1억 5천만원 |
| 한화 이글스   | 북일고등학교     | 내야수       | 변우혁 | 1억 8천만원 |
| 삼성 라이온즈 | 경북고등학교     | 투수         | 원태인 | 3억 5천만원 |
| kt 위즈       | 안산공업고등학교 | 투수         | 전용주 | 2억원       |

### 2차 지명
- 전 라운드에 걸쳐 전년도 순위의 역순으로 선수를 지명하는 소위 Z자 지명방식이 적용된다.
- 9월 10일 월요일 오후 2시에 열린다.

| 라운드 | kt                                          | 삼성                                      | 한화                                          | 키움                                        | LG                                        | SK                                            | NC                                        | 롯데                                        | 두산                                        | KIA                                       |
| ------ | ------------------------------------------- | ----------------------------------------- | --------------------------------------------- | ------------------------------------------- | ----------------------------------------- | --------------------------------------------- | ----------------------------------------- | ------------------------------------------- | ------------------------------------------- | ----------------------------------------- |
| 1      | 이대은 (경찰청,투수) (계약금:없음)          | 이학주 (전 SF,내야수) (계약금:없음)       | 노시환 (경남고,내야수) (계약금:2억원)         | 윤정현 (전 BAL,투수) (계약금:없음)          | 이상영 (부산고,투수) (계약금:1억 5천만원) | 김창평 (광주일고,내야수) (계약금:1억 5천만원) | 송명기 (장충고,투수) (계약금:1억 6천만원) | 고승민 (북일고,내야수) (계약금:1억 5천만원) | 전창민 (부천고,투수) (계약금:1억 4천만원)   | 홍원빈 (덕수고,투수) (계약금:1억 3천만원) |
| 2      | 이정훈 (경남고,투수) (계약금:1억원)         | 김도환 (신일고,포수) (계약금:1억 1천만원) | 유로결 (광주일고,내야수) (계약금:1억 1천만원) | 조영건 (백송고,투수) (계약금:1억원)         | 정우영 (서울고,투수) (계약금:1억원)       | 하재훈 (도쿠시마,투수) (계약금:없음)          | 전사민 (부산정보고,투수) (계약금:1억원)   | 강민성 (성남고,투수) (계약금:1억원)         | 송승환 (서울고,포수) (계약금:1억원)         | 장지수 (성남고,투수) (계약금:1억원)       |
| 3      | 손동현 (성남고,투수) (계약금:9천만원)       | 양우현 (충암고,내야수) (계약금:8천만원)   | 정이황 (부산고,투수) (계약금:8천만원)         | 주성원 (포수,개성고) (계약금:8천만원)       | 문보경 (신일고,내야수) (계약금:8천만원)   | 최재성 (북일고,투수) (계약금:8천만원)         | 최시혁 (북일고,투수) (계약금:8천만원)     | 김현수 (장충고,투수) (계약금:9천만원)       | 이교훈 (서울고,투수) (계약금:8천만원)       | 이태규 (장안고,투수) (계약금:8천만원)     |
| 4      | 이상동 (영남대,투수) (계약금:8천만원)       | 이병헌 (제물포고,포수) (계약금:8천만원)   | 김도현 (신일고,투수) (계약금:8천만원)         | 김인범 (전주고,투수) (계약금:7천만원)       | 강정현 (원광대,투수) (계약금:7천만원)     | 허민혁 (공주고,투수) (계약금:7천만원)         | 배민서 (상원고,투수) (계약금:7천만원)     | 박진 (부산고,투수) (계약금:8천만원)         | 이민혁 (재능대,투수) (계약금:7천만원)       | 양승철 (원광대,투수) (계약금:6천만원)     |
| 5      | 박민석 (장충고,내야수) (계약금:7천만원)     | 오상민 (경북고,투수) (계약금:6천만원)     | 김건 (경남고,내야수) (계약금:7천만원)         | 이명기 (광주동성고,내야수) (계약금:6천만원) | 남호 (유신고,투수) (계약금:6천만원)       | 김성민 (전 OAK,포수) (계약금:없음)            | 김범준 (대구고,내야수) (계약금:6천만원)   | 박영완 (대구고,외야수) (계약금:6천만원)     | 김태근 (건국대,외야수) (계약금:6천만원)     | 오선우 (인하대,외야수) (계약금:5천만원)   |
| 6      | 강민성 (경북고,내야수) (계약금:6천만원)     | 김준우 (경북고,투수) (계약금:5천만원)     | 오동욱 (진흥고,투수) (계약금:5천만원)         | 박준형 (광주일고,투수) (계약금:5천만원)     | 구본혁 (동국대,내야수) (계약금:5천만원)   | 최경모 (홍익대,내야수) (계약금:5천만원)       | 하준수 (부경고,투수) (계약금:5천만원)     | 김동규 (포철고,내야수) (계약금:6천만원)     | 정현욱 (율곡고,투수) (계약금:5천만원)       | 박수용 (영문고,외야수) (계약금:4천만원)   |
| 7      | 이선우 (유신고,투수) (계약금:5천만원)       | 서장민 (강릉고,투수) (계약금:5천만원)     | 김민석 (라온고,투수) (계약금:5천만원)         | 조범준 (재능대,투수) (계약금:3천만원)       | 김성진 (야탑고,포수) (계약금:5천만원)     | 서상준 (영문고,투수) (계약금:4천만원)         | 최정원 (청주고,내야수) (계약금:5천만원)   | 김현우 (마산용마고,포수) (계약금:5천만원)   | 최현준 (광명공고,투수) (계약금:4천만원)     | 김민수 (경남고,외야수) (계약금:4천만원)   |
| 8      | 고성민 (경성대,포수) (계약금:5천만원)       | 이해승 (인천고,내야수) (계약금:4천만원)   | 조한민 (대전고,내야수) (계약금:4천만원)       | 김신회 (제물포고,외야수) (계약금:3천만원)   | 임준형 (진흥고,투수) (계약금:4천만원)     | 채현우 (송원대,외야수) (계약금:3천만원)       | 박지한 (개성고,투수) (계약금:4천만원)     | 오영욱 (덕수고,투수) (계약금:4천만원)       | 김문수 (강릉영동대,내야수) (계약금:4천만원) | 김창용 (연세대,내야수) (계약금:3천만원)   |
| 9      | 박준호 (제주고,투수) (계약금:4천만원)       | 박승규 (경기고,외야수) (계약금:3천만원)   | 허관회 (경기고,포수) (계약금:3천만원)         | 정현민 (율곡고,내야수) (계약금:3천만원)     | 이지강 (소래고,투수) (계약금:3천만원)     | 전진우 (연세대,내야수) (계약금:3천만원)       | 서호철 (동의대,내야수) (계약금:3천만원)   | 김민수 (경성대,외야수) (계약금:3천만원)     | 전형근 (휘문고,투수) (계약금:3천만원)       | 이호현 (경기고,투수) (계약금:3천만원)     |
| 10     | 지강혁 (광주동성고,내야수) (계약금:4천만원) | 김연준 (장충고,투수) (계약금:3천만원)     | 박윤철 (연세대,투수) (계약금:3천만원)         | 김주형 (홍익대,내야수) (계약금:2천만원)     | 한선태 (도치기,투수) (계약금:3천만원)     | 최륜기 (인천고,외야수)                        | 노시훈 (마산용마고,투수) (계약금:3천만원) | 신용수 (동의대,내야수) (계약금:3천만원)     | 추종민 (군산상고,투수) (계약금:3천만원)     | 나용기 (동강대,투수) (계약금:3천만원)     |

- 'Z'자 방식으로 지명 순서를 정함.

## 에피소드
- 이번 1차지명은 역대 처음으로 2차지명과 똑같이 방송으로 볼 수 있다.
- 이대은 리그라고 불리고 있으며, 이대은의 신인 드래프트 참가가 확정되면서 사실상 전체 1순위권을 가지고 있는 kt 위즈행이 확실시되고 있다.
- 이대은을 비롯해 이학주등 해외파 선수들이 대거 신청했다.
- 삼성 라이온즈의 1차지명을 받은 원태인은 야구인 집안 출신이다. 아버지는 입단은 하지 않았지만 삼성 라이온즈의 1차지명을 받은 원민구 감독(현 경복중 감독)이고, 형은 원태진으로 SK 와이번스의 지명을 받았지만 가업을 잇겠다며 은퇴를 하고 모교 코치를 하고 있다. 사상 첫 부자가 같은 구단 1차지명을 받은 사례가 되었다.
- LG 트윈스의 지명을 받은 이정용은 1차지명자 중 유일한 대졸 선수이다.
- NC 다이노스의 1차지명을 받은 박수현은 마산용마고등학교 역사상 첫 연고지역 1차지명 선수가 되었다.
- 최재성, 최재익 쌍둥이 형제가 각각 3라운드 SK 와이번스, NC 다이노스에 지명되었다.
- 두산의 9라운드 지명을 받은 휘문고등학교 전형근은 전상렬 한화 이글스 코치의 아들이다.
- 대졸은 모두 21명이 지명을 받았으며, 전년도보다 2명이 늘었다.
- 한화 이글스의 10라운드 지명을 받은 박윤철은 공교롭게도 4년전에 10라운드 한화 이글스에 지명을 받은바 있다.
- 백송고등학교의 조영건, 부산정보고등학교의 전사민, 광명공업고등학교의 최현준, 영문고등학교의 박수용/서상준, 라온고등학교의 김민석은 출신고교 창단 첫 프로 진출자가 되었다.
- 김민수, 강민성이 2명씩 지명되었다.
- 경북고등학교가 대학 선수 포함 7명으로 가장 많은 지명을 받았고, 그 다음으로는 장충고등학교, 경남고등학교가 6명으로 뒤를 이었다.
- LG 트윈스의 10라운드 지명을 받은 한선태는 프로야구 역사상 첫 비선출 출신 선수이다.
- NC 다이노스의 10라운드 지명을 받은 노시훈은 1998년생인데, 뇌종양 투병으로 인해 1년동안 재활을 했기 때문이라고 한다.

## 출신 학교 별 정리

### 서울
- 휘문고등학교 - 김대한(두산, 1차지명), 전형근(두산, 9라운드)
- 성남고등학교 - 이정용(동아대-LG, 1차지명),강민성(롯데, 2라운드), 장지수(KIA, 2라운드), 손동현(KT, 3라운드)
- 경기고등학교 - 박주성(키움, 1차지명), 박승규(삼성, 9라운드), 허관회(한화, 9라운드), 이호현(KIA, 9라운드)
- 신일고등학교 - 이대은(경찰청-KT, 1라운드), 김도환(삼성, 2라운드), 문보경(LG, 3라운드), 김이환(한화, 4라운드)
- 충암고등학교 - 이학주(전 SF-삼성, 1라운드), 양우현(삼성, 3라운드)
- 장충고등학교 - 송명기(NC, 1라운드), 김현수(롯데, 3라운드), 이재민(재능대-두산, 4라운드), 박민석(KT, 5라운드), 구본혁(동국대-LG, 6라운드), 김연준(삼성, 10라운드)
- 덕수고등학교 - 홍원빈(KIA, 1라운드), 오영욱(롯데, 8라운드)
- 서울고등학교 - 정우영(LG, 2라운드), 송승환(두산, 2라운드), 이교훈(두산, 3라운드), 박윤철(연세대-한화, 10라운드)
- 배명고등학교 - 김태근(건국대-두산, 5라운드), 오선우(인하대-KIA, 5라운드)

### 인천
- 인천고등학교  - 백승건(SK, 1차지명), 이해승(삼성, 8라운드), 최륜기(SK, 10라운드)
- 제물포고등학교 - 이병헌(삼성, 4라운드), 김신회(키움, 8라운드)
- 동산고등학교 - 조범준(재능대-넥센, 7라운드), 전진우(연세대-SK, 9라운드)

### 경기
- 안산공업고등학교 - 전용주(kt, 1차지명)
- 부천고등학교 - 전창민(두산, 1라운드)
- 백송고등학교 - 조영건(키움, 2라운드)
- 장안고등학교 - 이태규(KIA, 3라운드)
- 유신고등학교 - 남호(LG, 5라운드), 이선우(KT, 7라운드)
- 야탑고등학교 - 김성민(전 OAK-SK, 6라운드), 김성진(LG, 7라운드)
- 율곡고등학교 - 정현욱(두산, 6라운드), 정현민(키움, 9라운드)
- 라온고등학교 - 김민석(한화, 7라운드)
- 광명공업고등학교 - 최현준(두산, 7라운드)
- 소래고등학교 - 이지강(LG, 9라운드)
- 부천공업고등학교 - 한선태(도치기-LG, 10라운드)

### 충청
- 북일고등학교 - 변우혁(한화, 1차지명), 고승민(롯데, 1라운드), 최재성(SK, 3라운드), 최재익(NC, 3라운드), 나용기(동강대-KIA, 10라운드)
- 세광고등학교 - 윤정현(전 BAL-키움, 1라운드)
- 공주고등학교 - 허민혁(SK, 4라운드)
- 청주고등학교 - 최정원(NC, 7라운드)
- 대전고등학교 - 조한민(한화, 8라운드)

### 강원
- 강릉고등학교 - 서장민(삼성, 7라운드)

### 대구,경북
- 경북고등학교 - 원태인(삼성, 1차지명), 이상동(영남대-KT, 4라운드), 오상민(삼성, 5라운드), 강민성(KT, 6라운드), 김준우(삼성, 6라운드), 최경모(홍익대-SK, 6라운드), 김창용(연세대-KIA, 8라운드)
- 영문고등학교 - 박수용(KIA, 5라운드), 서상준(SK, 7라운드)
- 대구상원고등학교 - 배민서(NC, 4라운드), 채현우(송원대-SK, 8라운드)
- 대구고등학교 - 김범준(NC, 5라운드), 박영완(롯데, 5라운드), 김문수(강릉영동대-두산, 8라운드)
- 포항제철고등학교 - 김동규(롯데, 6라운드)

### 부산,경남
- 경남고등학교 - 서준원(롯데, 1차지명), 노시환(한화, 1라운드), 이정훈(KT, 2라운드), 김현민(한화, 5라운드), 김민수(KIA, 7라운드), 김주형(홍익대-키움, 10라운드)
- 마산용마고등학교 - 박수현(NC, 1차지명), 하재훈(도쿠시마-SK, 2라운드), 김현우(롯데, 7라운드), 노시훈(NC, 10라운드)
- 부산고등학교 - 이상영(LG, 1라운드), 정이황(한화, 3라운드), 박진(롯데, 4라운드), 고성민(경성대-KT, 8라운드)
- 부산정보고등학교 - 전사민(NC, 2라운드)
- 개성고등학교 - 주성원(키움, 3라운드), 박지한(NC, 8라운드)
- 부경고등학교 - 강정현(강릉영동대-원광대-LG, 4라운드), 하준수(NC, 6라운드)
- 마산고등학교 - 김민수(경성대-롯데, 9라운드), 신용수(동의대-롯데, 10라운드)

### 전북
- 전주고등학교 - 김인범(키움, 4라운드)
- 군산상업고등학교 - 추종민(두산, 10라운드)

### 광주,전남
- 광주동성고등학교 - 김기훈(KIA, 1차지명), 이명기(키움, 5라운드), 지강혁(KT, 10라운드)
- 광주제일고등학교 - 김창평(SK, 1라운드), 유장혁(한화, 2라운드), 박준형(키움, 6라운드)
- 광주진흥고등학교 - 양승철(원광대-KIA, 4라운드), 오동욱(한화, 6라운드), 임준형(LG, 8라운드)
- 순천효천고등학교 - 서호철(NC, 9라운드)

### 제주
- 제주고등학교 - 박준호(KT, 9라운드)